# Chionaema pteroleuca
Chionaema pteroleuca là một loài bướm đêm thuộc phân họ Arctiinae, họ Erebidae.